# Powszechny Bank Gospodarczy w Łodzi
Powszechny Bank Gospodarczy w Łodzi S.A. (PBG) – polski bank komercyjny z siedzibą w Łodzi, powstały w 1988 poprzez wydzielenie go ze struktury Narodowego Banku Polskiego. W 1999 połączony z Bankiem Polska Kasa Opieki SA.

## Historia
Bank powołany na podstawie Rozporządzenia Rady Ministrów z dnia 11 kwietnia 1988 roku w sprawie utworzenia Powszechnego Banku Gospodarczego w Łodzi, które weszło w życie z dniem ogłoszenia (§ 8). Podstawą prawną jego wydania był art. 63 ówczesnej ustawy z dnia 26 lutego 1982 roku – Prawo bankowe, a także art. 52 pkt 1 ustawy z dnia 26 lutego 1982 roku o opodatkowaniu jednostek gospodarki uspołecznionej.
Centrala PBG znajdowała się w Łodzi przy ul. Roosevelta 15. Jego uruchomienie nastąpiło z dniem 1 stycznia 1989 roku. Bank był instytucją kredytową, rozliczeniową i oszczędnościową (udzielał kredytów i pożyczek). PBG w szczególności zajmował się: otwieraniem i prowadzeniem rachunków bankowych oraz przeprowadzaniem rozliczeń pieniężnych jednostek gospodarki uspołecznionej i nieuspołecznionej, udzielał kredytów i pożyczek pieniężnych jednostkom gospodarki uspołecznionej (w tym organizacjom społecznym prowadzącym działalność gospodarczą, i osobom fizycznym), prowadził bankową obsługę pożyczek państwowych, emisją i obrotem papierami wartościowymi, otwieraniem i prowadzeniem rachunków bankowych oraz przeprowadzaniem rozliczeń pieniężnych osób fizycznych, przyjmowaniem i wykonywaniem obsługi wkładów oszczędnościowych oraz wydawaniem dokumentów stanowiących dowody posiadania wkładów, a także prowadzeniem obsługi obligacji stosownie do zawartych umów. Mógł wykonywać również inne czynności przewidziane ówczesnym Prawem bankowym.
Bank ten był także bankiem dewizowym w rozumieniu ówczesnych przepisów Prawa dewizowego, podlegał opodatkowaniu podatkiem dochodowym, który wówczas wynosił 65% podstawy opodatkowania. Ze względu na panujący ustrój ekonomiczny i finansowy w PRL, Bank został wydzielony organizacyjnie i majątkowo z Narodowego Banku Polskiego. Organem Banku był m.in. jego prezes.
Powszechny Bank Gospodarczy w Łodzi był jednym z dziewięciu banków kredytowych powstałych po wydzieleniu ze struktur NBP. Przejął wówczas od NBP 28 oddziałów operacyjnych, a jego kapitał własny wyniósł 31,0 mld starych złotych.
8 października 1991 roku bank przekształcony został w jednoosobową spółkę akcyjną Skarbu Państwa.
Był pierwszym bankiem w Polsce, który zaoferował klientom usługę internetową w ramach rachunku oszczędnościowo-rozliczeniowego. Nastąpiło to w dniu 14 października 1998 roku w specjalnie do tego utworzonym Oddziale Elektronicznym.
W swojej historii, istotnym dla funkcjonowania Banku było też przejęcie (kupno na podstawie aktu notarialnego) Spółdzielczego Banku Ludowego w Łodzi, co nastąpiło z dniem 26 listopada 1996 roku. Kwota transakcji opiewała na jeden milion cztery tysiące zł. W związku z tą transakcją przestał funkcjonować najstarszy powołany bank w Łodzi (1899 r.). Wykup Spółdzielczego Banku Ludowego (właściwie sześciu jego oddziałów), związany był z jego ówczesną kryzysową sytuacją, kiedy to w 1995 r. zawieszono jego działalność (strata na działalności operacyjnej w wysokości 14 mln zł przed denominacją). By móc pokryć swoje zobowiązania, Spółdzielczy Bank Ludowy zmuszony był zaciągnąć z Bankowego Funduszu Gwarancyjnego kredyt, który jednak pokrył je jedynie w 65%.
Z dniem 3 grudnia 1996 roku PBG zs. w Łodzi zaczął obsługiwać dotychczasowych klientów SBL, także tych, którzy byli deponentami czekającymi od 1995 r. na możliwość skorzystania ze swoich wkładów.
Powszechny Bank Gospodarczy wprowadził październiku 1998, jako pierwszy bank w Polsce, system bankowości internetowej. Od 1 stycznia 1999 r. bank włączono do Pekao SA i systemowi nadano nazwę TELEPEKAO24.
W 1996 roku decyzją rządu została utworzona grupa bankowa Pekao S.A., w skład której oprócz Pekao S.A. weszły: Powszechny Bank Gospodarczy w Łodzi, Bank Depozytowo-Kredytowy w Lublinie i Pomorski Bank Kredytowy w Szczecinie. W 1999 r. bank połączony został z Bankiem Polska Kasa Opieki SA.